# Blutiger Sommer – Das Camp des Grauens
Blutiger Sommer – Das Camp des Grauens (Originaltitel Sleepaway Camp) ist ein US-amerikanischer Slasherfilm aus dem Jahr 1983.

## Handlung
Auf einem See sind ein Junge und ein Mädchen zu sehen, die mit ihrem Vater auf einem kleinen Segelboot sitzen. Übermütig bringen die Kinder das Boot zum Kentern. Als Jugendliche, die mit ihrem Motorboot über den See rasen, das gekenterte Boot übersehen, überfahren sie die im Wasser schwimmende Familie und der Vater und eines der Kinder kommen zu Tode.
Acht Jahre später wird Angela, die Überlebende des Unfalls, von ihrer exzentrischen Tante Martha, von der sie großgezogen wurde, gemeinsam mit Cousin Ricky in ein Ferienlager für Jugendliche geschickt. Angela ist extrem schüchtern, spricht kein Wort und wird alsbald zur Zielscheibe von Hänseleien, wobei sich insbesondere die gehässige Judy und die mit ihr verbündete Betreuerin Meg hervortun. Der unerschrockene Ricky verteidigt seine Cousine nach Kräften, ist jedoch selbst ständig im Streit mit Gleichaltrigen, worunter auch Angela zu leiden hat.
Als der pädophile Koch des Camps Angela in die Speisekammer lockt, um sich an ihr zu vergehen, kann sie mit Rickys Hilfe entkommen. Nur wenig später wird dem Koch ein Hocker unter den Füßen weggezogen, als er gerade vor einem riesigen Kessel voller kochend heißem Wasser steht. Beim Sturz ergießt sich der Inhalt des Kessels über ihn, mit schwersten Verletzungen wird er in ein Krankenhaus gebracht. Schon bald fallen auch zwei Jugendliche dem Täter zum Opfer und werden ertränkt bzw. in der von außen verriegelten Toilette mit einem durchs Fenster gestoßenen Bienennest überrascht. Bei beiden Opfern handelt es sich um Jugendliche, die Streit mit Ricky hatten. Der Campleiter Mel beharrt jedoch darauf, dass es sich um Unfälle handeln müsse.
Währenddessen ist es Rickys Schulfreund Paul gelungen, einen Draht zu Angela zu finden, und es gelingt ihm nach und nach, das Eis zu brechen. Als er versucht, ihr auch körperlich näherzukommen, zieht sich Angela erschrocken zurück und in einer Rückblende ist zu sehen, wie die beiden Geschwister vom Beginn des Films ihren Vater dabei beobachten, wie er mit einem Mann im Bett Zärtlichkeiten austauscht. Als Judy und Meg weitere Mobbingaktionen gegen Angela starten, geraten auch sie ins Visier des Mörders und werden umgebracht. Als Mel die in einer Duschkabine erstochene Meg findet, ist er überzeugt, Ricky sei der Killer. Er prügelt den Jungen halbtot und wird kurze Zeit später selbst durch einen Pfeil getötet.
Als auch die Campbetreuer Megs Leiche entdecken, starten sie mithilfe eines Polizisten die Suche nach dem Mörder. Sie finden Angela am Strand und es bietet sich ihnen ein Anblick des Grauens. Angela hat dem vor ihr liegenden Paul mit einem Messer den Kopf abgetrennt, und als Angela ihren nackten, blutüberströmten Körper zu ihnen umdreht und sie mit weit aufgerissenen Augen und Mund anschaut, sehen sie, dass Angela männliche Genitalien hat. In einer weiteren Rückblende wird aufgeklärt, dass nicht das kleine Mädchen, sondern ihr Bruder Peter den Bootsunfall überlebte, von der Tante jedoch wie ein Mädchen erzogen wurde, da sie mit Ricky bereits einen Sohn hatte und sich so sehr eine Tochter wünschte.

## Entstehung und Veröffentlichung
| Figur        | Darsteller        | Deutscher Sprecher   |
| ------------ | ----------------- | -------------------- |
| Angela       | Felissa Rose      | Marion Elskis        |
| Ricky        | Jonathan Tiersten | Christian Stark      |
| Judy         | Karen Fields      | Marion von Stengel   |
| Meg          | Katherine Kamhi   | Carolin van Bergen   |
| Mel          | Mike Kellin       | Rolf Jülich          |
| Billy        | Loris Sallahian   | Michael Harck        |
| Kenny        | John Dunn         | Stephan Chrzescinski |
| Tante Martha | Desiree Gould     | Heidi Schaffrath     |

Um die Kosten der B-Movie-Produktion niedrig zu halten, wurden neben Statistenrollen auch kleinere Sprechrollen mit Laienschauspielern aus der Gegend besetzt. Die im Film vorkommenden Rettungssanitäter und Streifenpolizisten sind wirklich welche und wurden ebenfalls am Drehort Argyle (New York) verpflichtet. Sie sind mit ihren echten Dienstuniformen zu sehen. Den beiden jugendlichen Protagonisten des Films, Felissa Rose und Jonathan Tiersten, blieb mit Ausnahme einiger weiterer Engagements in Fortsetzungen und anderen Horrorfilmen eine nennenswerte Filmkarriere verwehrt.
Sleepaway Camp lief am 18. November 1983 als limited release in etwa 80 amerikanischen Großstadtkinos an und wurde ein überraschend großer Publikumserfolg, weshalb der Verleih ausgeweitet wurde. Die rund 350.000 Dollar teure Produktion spielte an den Kinokassen etwa 11 Millionen Dollar ein. In Westdeutschland erschien der Film 1985 auf Video. Die deutsche Synchronfassung entstand in Hamburg.

## Kritik, Rezeption und Fortsetzungen
Sleepaway Camp wurde von der Fachpresse durchschnittlich und überwiegend als genretypische Metzelei rezensiert, wobei die Regie Hiltziks positiv hervorgehoben, der Versuch des Drehbuchs, die Gewalt des Serienmörders psychologisch herzuleiten, jedoch eher als misslungen und konfus bezeichnet wurde. Besonders herausragt laut Kritikern und Publikum der finale Twist, insbesondere wegen seiner expressionistisch-bedrohlichen Inszenierung.
Der Film entstand in der kommerziellen Blütezeit des Slasher-Genres und gehört zu den Produktionen, die eine treue Fangemeinde und ein entsprechendes Interesse an Fortsetzungen erlangen konnten. Ab 1988 wurden insgesamt vier Fortsetzungen gedreht, die an den Erfolg des Originals jeweils nicht heranreichten.
1988 entstand Camp des Grauens 2 (Sleepaway Camp II: Unhappy Campers), 1989 folgte Camp des Grauens 3 (Sleepaway Camp III: Teenage Wasteland). In beiden Filmen übernahm Pamela Springsteen die Rolle der Angela. Beide Filme wurden von Michael A. Simpson inszeniert. Sleepaway Camp IV: The Survivor wurde im Jahr 1992 begonnen, aber erst 2012 vervollständigt und veröffentlicht.
Der 2008 Direct-to-DVD erschienene Return to Sleepaway Camp war die erste Fortsetzung, für die der ursprüngliche Regisseur und Drehbuchautor Robert Hiltzik verantwortlich zeichnete. Als Abschluss seiner eigenen „Trilogie“ ist ein weiterer Film unter dem Arbeitstitel Sleepaway Camp Reunion geplant.